# Microscope optique
Pour les articles homonymes, voir Microscope et Microscopie.

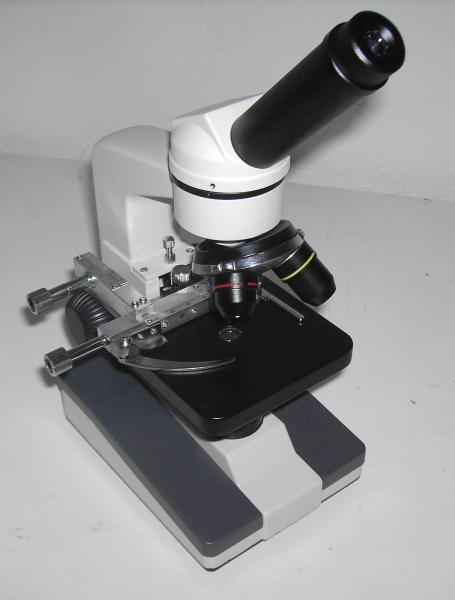
Un microscope optique de base.

Le microscope optique ou microscope photonique est un instrument d'optique muni d'un objectif et d'un oculaire qui permet de grossir l'image d'un objet de petites dimensions (ce qui caractérise sa puissance optique) et de séparer les détails de cette image (son pouvoir de résolution) afin qu'il soit observable par l'œil humain. Il est utilisé en biologie, pour observer les cellules, les tissus, en pétrographie pour reconnaître les roches, en métallurgie et en métallographie pour examiner la structure d'un métal ou d'un alliage.
Le microscope stéréoscopique est un type particulier de microscope optique qui n'exige pas d'échantillons plats de faible épaisseur, ou réfléchissants, et permet d'observer des pièces naturelles sans préparation en grossissant l'image d'un facteur moins élevé, mais en gardant une vision stéréoscopique propice à l'examen macroscopique révélateur de grains, de criques, de fissures, etc.. Les microscopes optiques à grossissement plus important exigent quant à eux un échantillon plat de faible épaisseur. La stéréoscopie ne peut alors plus être conservée. 
Actuellement, les microscopes optiques les plus puissants possèdent un grossissement de ×2500.
Du fait des limites du spectre de la lumière visible,  les microscopes optiques, sous réserve de  grossissement suffisant, permettent d'observer des cellules (mais pas toutes les unités et sous-unités cellulaires), des champignons, des protozoaires,  des bactéries mais ne permettent pas d'observer de virus.

## Histoire
Il est difficile de dire qui a inventé le microscope composé. On dit souvent que l'opticien hollandais Hans Janssen et son fils Zacharias Janssen fabriquèrent le premier microscope en 1595, mais ceci provient d'une déclaration de Zacharias Janssen lui-même au milieu du XVIIe siècle. Zacharias Janssen est né vers 1570.
Un autre favori au titre d'inventeur du microscope est Galilée. Il a développé un occhiolino, un microscope composé d'une lentille convexe et d'une autre concave en 1609. Athanasius Kircher décrit son microscope en 1646 qu'il utilise pour l'observation du sang.

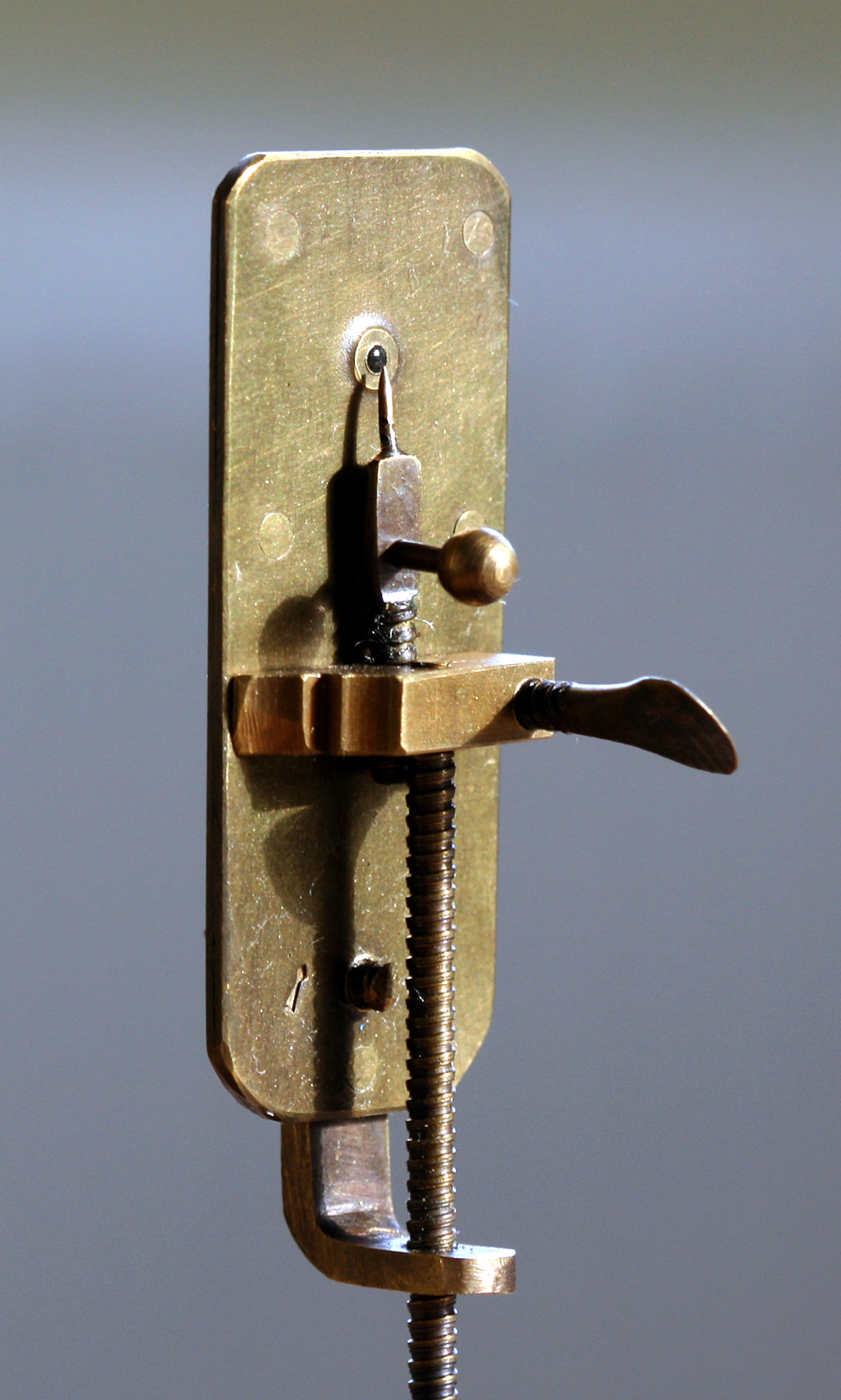
Réplique du microscope de Van Leeuwenhoek (1676)[2].
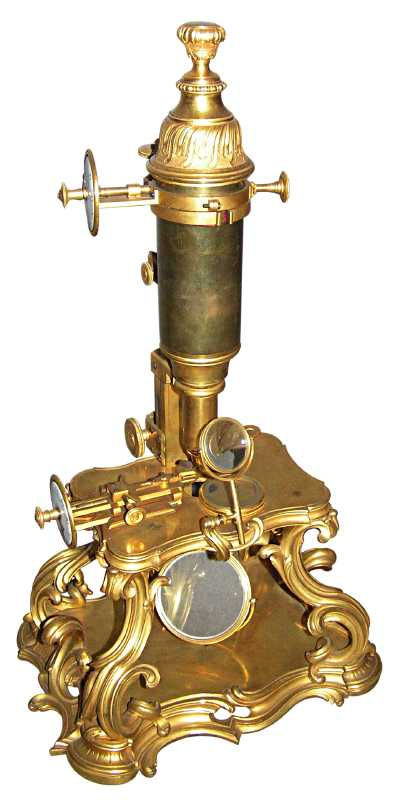
Microscope optique (1751).
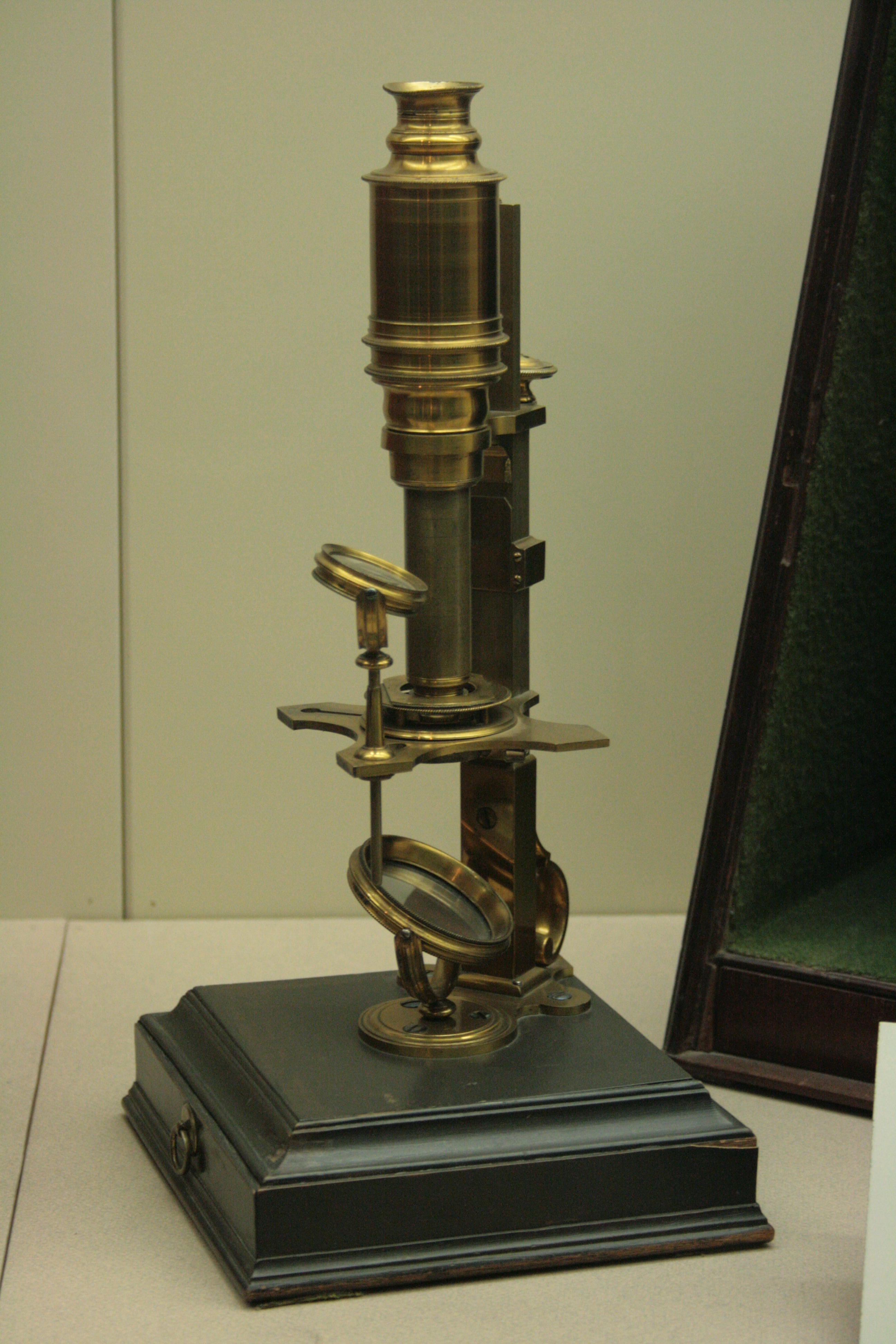
Microscope de Cuff (1760).
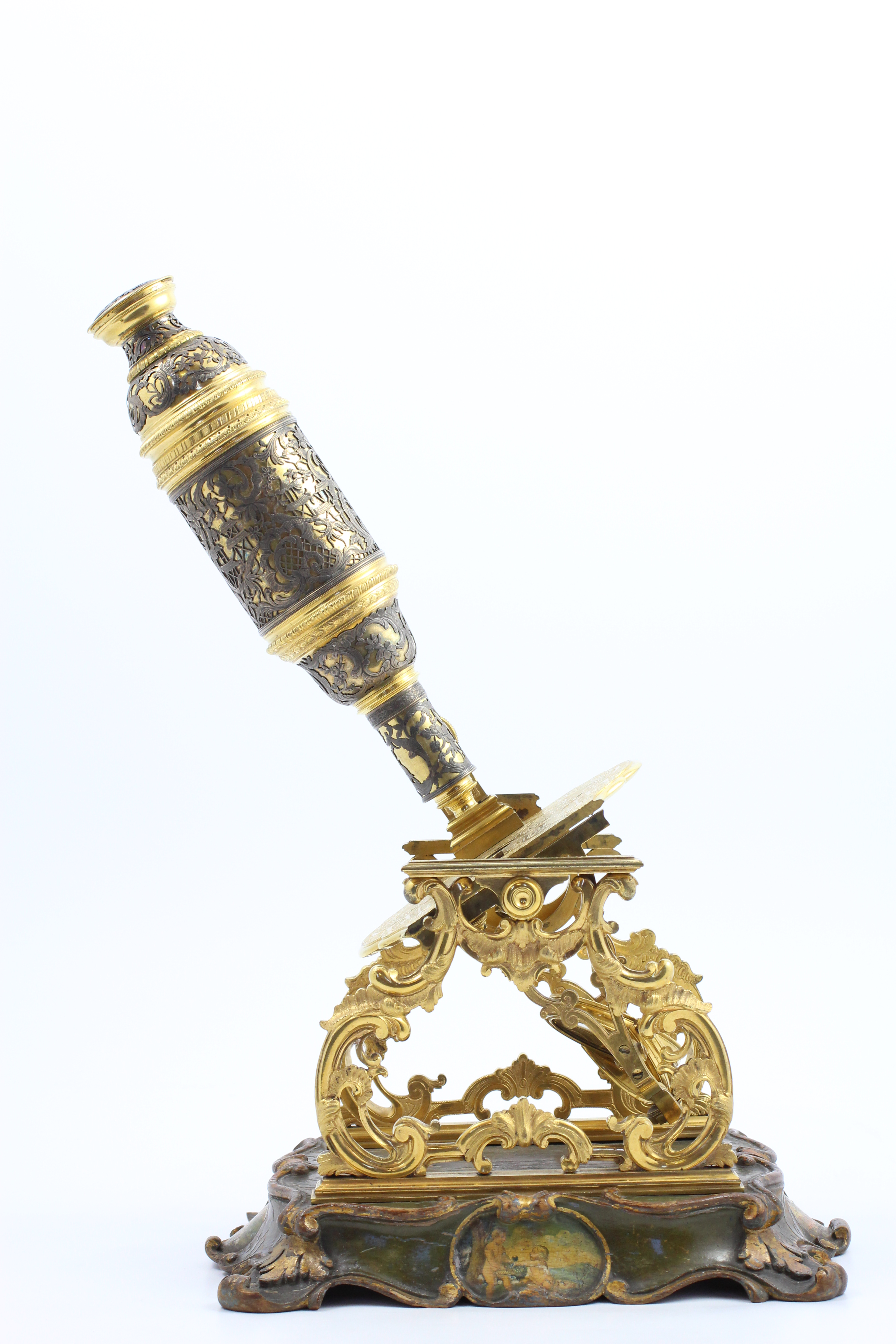
Microscope de François-Laurent Villette (1765).
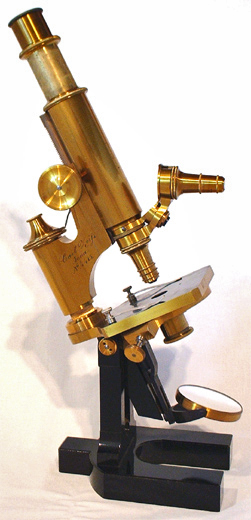
Microscope Zeiss, Jena (1879).
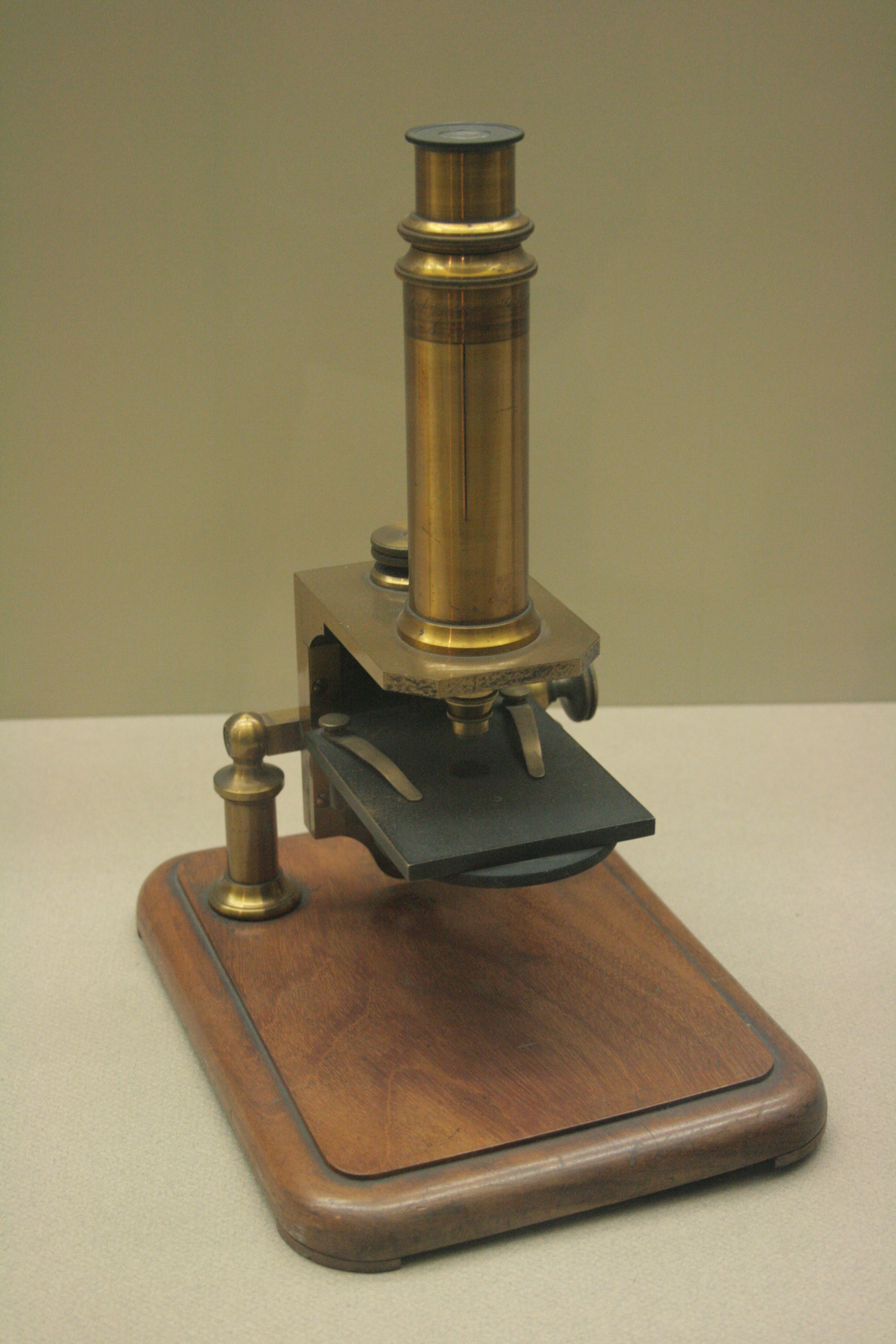
Modèle Voigt et Hochgesang (1890).

Un dessin par Francesco Stelluti de trois abeilles figure sur le sceau du pape Urbain VIII (1623-1644) et passe pour la première image de microscopie publiée. Christian Huygens, un autre Hollandais, a développé à la fin du XVIIe siècle un oculaire simple à deux lentilles corrigé des aberrations chromatiques, ce qui fut un grand pas en avant dans le développement du microscope. L'oculaire de Huygens est toujours fabriqué aujourd'hui, mais souffre d'un champ assez réduit et d'autres problèmes mineurs. On attribue en général à Antoni van Leeuwenhoek (1632-1723) le fait d'avoir attiré l'attention des biologistes sur les utilisations du microscope, même si des loupes ordinaires étaient déjà fabriquées et utilisées au XVIe siècle. Les microscopes artisanaux de Van Leeuwenhoek étaient des instruments simples et de taille réduite comprenant une lentille unique mais forte. En comparaison, les systèmes à plusieurs lentilles restaient difficiles à mettre au point et il fallut pas moins de 150 ans de développement des optiques avant que le microscope composé puisse livrer une qualité d'image équivalente à celle des microscopes simples de Van Leeuwenhoek. Néanmoins, et malgré de nombreuses revendications, on ne peut pas considérer Antoni Van Leeuwenhoek comme l'inventeur du microscope composé. Robert Hooke est aussi l'un des premiers à en concevoir.

## Première approche

### Principe du microscope optique de base

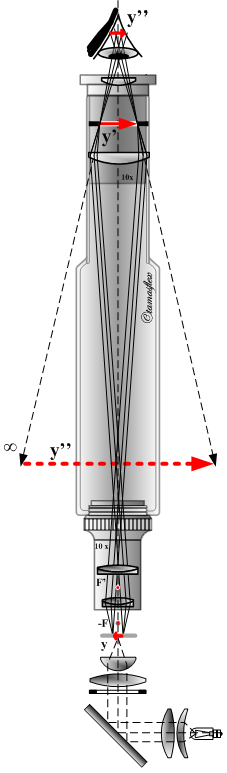
Principe d'un microscope.

Le microscope optique est un système optique à lentilles dont le but est d'obtenir une image agrandie de l'objet observé.
L'objet à observer est placé devant le premier groupe optique appelé « objectif ». Si l'objet est au-delà de la distance focale, cela forme une image réelle renversée de taille différente ; l'image est plus grande que l'objet si celui-ci est situé à une distance inférieure au double de la distance focale de l'objectif.
Le deuxième groupe optique du côté de l'observateur est l'oculaire : il est positionné de sorte que l'image soit dans son plan focal. Ainsi, l'œil observe une image « à l'infini » (pour un observateur standard), donc en relâchant les muscles chargés de l'accommodation, offrant un meilleur confort visuel.

Principe d'un microscope simplifié.

Il s'agit d'un système centré dioptrique, composé en partie de doublets pour en corriger certaines des aberrations optiques.
A contrario d'autres systèmes optiques qui sont définis par leur grossissement optique (télescope) ou leur grandissement (appareil photographique), le terme approprié, pour le microscope, est sa puissance, rapport de l'angle, sous lequel est vu l'objet à travers l'instrument, à la longueur de cet objet.
La technique d'illumination la plus utilisée en microscopie à champ large classique est l'illumination de Köhler, qui garantit une qualité d'image optimale.

### Constitution du microscope
De bas en haut :

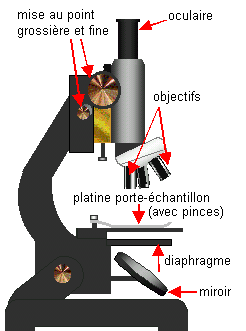
Schéma d'un microscope optique.

- miroir : sert à réfléchir la lumière ambiante pour éclairer l'échantillon par en dessous, dans le cas d'un échantillon transparent (par exemple une lame mince en biologie ou en géologie, ou un liquide) ;
- source de lumière artificielle de meilleure température de couleur et de stabilité et par l'usage d'un condenseur qui permet à cette lumière de remplir d'une façon homogène et régulière le champ observé, et surtout de ne pas faire voir, par son réglage adéquat, les détails mécaniques de la source de lumière (spires du filament de l'ampoule). La source d'éclairage peut être plus élaborée et comporter un boîtier indépendant, éventuellement en lumière polarisée ou ultraviolet, pour faire ressortir certaines propriétés chimiques de la matière, ou éclairer l'échantillon par-dessus (notamment en métallurgie) ;
- diaphragme : ouverture de diamètre variable permettant de restreindre la quantité de lumière qui éclaire l'échantillon. Comme pour un appareil photo, le diaphragme permet principalement de faire varier la profondeur de champ (ouvert à fond pour des coupes histologiques et plus fermé pour des recherches d'œufs de parasites digestifs) ;
- platine porte-échantillon : où l'on pose l'échantillon ; les « valets » servent à tenir l'échantillon lorsque celui-ci est mince (par exemple une lame). La platine peut être mobile (gauche-droite et avant-arrière), ce qui permet de balayer l'échantillon et de sélectionner la partie observée ;
- objectifs : lentille ou ensemble de lentilles réalisant le grossissement. Il y a en général plusieurs objectifs, correspondant à plusieurs grossissements, montés sur un barillet. Certains objectifs sont dits à immersion car leur puissance ne peut être atteinte qu'en éliminant la lame d'air entre l'échantillon couvert par la lamelle et la frontale de l'objectif. On utilise pour cela de l'huile de cèdre ou des huiles de synthèse dont l'indice de réfraction est proche de celui du verre ;
- mise au point rapide et micrométrique ; pour que l'image soit nette, il faut que l'objet soit dans le plan focal de l'objectif ; ces molettes font monter et descendre l'ensemble objectif-oculaire avec un système de crémaillère, afin d'amener le plan focal sur la zone de l'échantillon à observer ;
- oculaire : lentille ou ensemble de lentilles formant l'image d'une manière reposante pour l'œil ; les rayons arrivent parallèles, comme s'ils venaient de très loin, ce qui permet un relâchement des muscles contrôlant le cristallin ; deux oculaires placés sur une tête dite binoculaire rend plus confortable l'observation (même si elle n'apporte pas de vision stéréoscopique).

L'oculaire peut être remplacé par un appareil photographique, ou — dans le cas de la vidéomicroscopie — par une caméra vidéo ou une caméra CCD pour faire une acquisition numérique. Ceci permet de faire l'observation sur un moniteur vidéo (écran de type télévision) et de faciliter l'utilisation et le traitement des images (impression, traitement informatique, télémédecine, etc.).

### Limites du microscope optique
La résolution d'un microscope désigne sa capacité à séparer des détails très voisins. Indépendamment du capteur utilisé et des aberrations ou imperfections des lentilles, la résolution du microscope optique est fondamentalement limitée par la diffraction de la lumière. En effet, du fait de la diffraction, l'image d'un point n'est pas un point, mais une tache (la tache d'Airy ou plus généralement la fonction d'étalement du point - PSF). Ainsi, deux points distincts mais voisins auront pour images deux taches dont le recouvrement peut empêcher de distinguer les deux points images : les détails ne sont alors plus résolus.
Selon la théorie d'Abbe, la limite de résolution (transverse) {\displaystyle d} d'un microscope, c'est-à-dire la plus petite distance en dessous de laquelle deux points voisins ne seront plus distingués, peut être exprimée simplement à l'aide de la longueur d'onde d'illumination {\displaystyle \lambda }, de l'indice de réfraction {\displaystyle n} en sortie d'objectif, et du demi angle du cône de lumière maximum accessible {\displaystyle \alpha }.
{\displaystyle d={\frac {\lambda }{2\,n\,\sin \alpha }}={\frac {\lambda }{2\,{\textrm {NA}}}}}
où NA désigne le produit {\displaystyle n\sin \alpha } ou ouverture numérique de l'objectif.
On peut donc augmenter la résolution de deux manières :
- en augmentant l'indice de réfraction. Ceci peut être réalisé en utilisant un objectif à immersion : on immerge la frontale de l'objectif dans un liquide dont l'indice de réfraction est proche du maximum de 1,5 - celui du verre ;
- en diminuant la longueur d'onde. Toutefois, si on reste dans la lumière visible, il n'est pas possible de descendre en dessous de 400 nm.

La limite de résolution d'un microscope photonique classique est d'environ 0,2 μm. Le microscope électronique en transmission atteindra, lui, une limite 100 fois plus petite.

#### Amélioration de la résolution en microscopie optique
De nombreuses techniques de microscopie photonique permettent d'augmenter la résolution. Lorsqu'elles dépassent la limite d'Abbe, elles sont dites « super résolution » ou nanoscopies. Citons entre autres :
- les techniques d'illumination structurée linéaires (par exemple, le microscope SIM) et les techniques tomographiques qui cherchent à récupérer les hautes fréquences spatiales coupées dans un microscope classique. Ces techniques permettent d'augmenter la résolution, sans toutefois dépasser la limite d'Abbe.
- les techniques utilisant les ondes évanescentes (SNOM) ;
- les techniques utilisant une mise en forme de la réponse impulsionnelle optique (PSF) : microscopie confocale, la microscopie STED (super-résolue) ;
- les techniques utilisant la localisation successive de molécules individuellement photoactivées, la « microscopie de localisation par photoactivation » (PALM, Betzig et al., 2006) et la microscopie « par reconstruction stochastique optique » (STORM, Rust et al., 2006). Ces deux microscopies sont identiques dans le principe, mais n'utilisent pas le même type de fluorophore.

## Utilisations et perfectionnement

### Microscope stéréoscopique
Le microscope stéréoscopique, ou stéréomicroscope, est un type particulier de microscope optique destiné en priorité à l'observation à faible grossissement avec un éclairage par-dessus et non en travers. Utilisé avec les deux yeux il permet surtout de conserver une perception stéréoscopique, en relief, de petits sujets. Il est aussi appelé loupe binoculaire.

### Microscopie en réflexion
Quand on utilise un microscope classique, on l'utilise en transmission, c'est-à-dire que la lumière traverse l'échantillon observé. Il est également possible de travailler « en réflexion ». Dans ce cas, l'échantillon est illuminé du même côté que l'observateur, soit par le dessus pour un microscope droit et par le dessous dans le cas des microscopes inversés utilisés en métallographie ou en minéralogie. La lumière produite par la source passe une première fois par l'objectif, arrive sur l'échantillon, est réfléchie et repasse par l'objectif pour observation ce qui nécessite plusieurs jeux de miroirs ou prismes.
La microscopie en réflexion permet d'examiner des objets opaques, ou trop épais pour la transmission. En contrepartie elle ne peut donner que des informations sur la surface de l'échantillon dans le cas de l'observation en lumière blanche ; en lumière polarisée, elle permet de révéler les orientations de grains des constituants des minéraux ou métaux.
Un cas classique est la métallographie où l'on réalise des observations de pièces de métal appelées métallographies de cette manière. Comme dit plus haut le microscope est souvent inversé, la pièce à observer placée posée sur la plaque support (en général percée d'un trou circulaire).

### Éclairage épiscopique
A contrario des éclairage diascopiques (dia - à travers), l'éclairage épiscopique (épi - sur) permet d'observer des objets opaques en couleur et en leur donnant un rendu plus « naturel ».
L'idée d'un tel éclairage est ancienne, puisqu'en 1740, Descartes a inspiré Lieberkühn qui a créé pour ses observations au microscope un miroir en argent entourant l'objectif, le foyer de ce miroir ciblant la préparation.

### Microscopie en champ clair
La microscopie optique en champ clair (ou « à fond clair ») est la plus simple et la plus ancienne des techniques de microscopie. Les longueurs d'onde utilisées (spectre visible) limitent le pouvoir séparateur de ce microscope à 0,2 µm pour ceux d'entre eux qui ont les meilleures optiques.
L'illumination se fait par transmission de lumière blanche, c'est-à-dire que l'échantillon est illuminé par-dessous et observé par-dessus. Les limitations de cette technique sont principalement un faible contraste de la plupart des échantillons biologiques et une résolution faible due au flou créé par la matière hors du plan focal. En contrepartie, la technique est simple et l'échantillon ne nécessite qu'une préparation minime.
Si l'échantillon est éclairé par-dessus, le microscope est dit « microscope inversé ». L'objectif est alors situé en dessous de la préparation, et le tube porte oculaire redresse les faisceaux de lumière pour que les oculaires soient « normalement » positionnés pour l'utilisateur.

### Microscopie en champ sombre
Le microscope à fond noir qui utilise le principe de la « microscopie en champ sombre » permet d'améliorer le contraste d'échantillons transparents mais non teintés.
L'illumination de champ sombre utilise une source de lumière alignée avec soin afin de minimiser la quantité de lumière directement transmise et de ne collecter que la lumière diffusée par l'échantillon. Elle permet d'augmenter considérablement le contraste, particulièrement pour les échantillons transparents, tout en ne nécessitant que peu d'équipement et une préparation d'échantillon simple. Toutefois, cette technique souffre d'une faible intensité lumineuse collectée et est toujours affectée par la limite de résolution.
L'illumination de Rheinberg est une variante de l'illumination en champ sombre dans laquelle des filtres transparents de couleur sont insérés juste avant le condenseur, de sorte que les rayons lumineux plus ou moins obliques soient colorés différemment (le fond de l'image peut être bleu tandis que l'échantillon apparaît jaune brillant). La limite de résolution est la même que celle en champ sombre. D'autres combinaisons de couleurs sont possibles, mais leur efficacité est assez variable.
La microscopie à fond noir est particulièrement adaptée aux échantillons frais et autorise la microcinématographie (par exemple de bactéries en déplacement). Elle n'a pas d'intérêt pour les objets colorés (frottis ou coupes colorés). Elle est notamment utile pour :
- observer des êtres ou objets plats à structure régulière et transparents tels que diatomées, radiolaires…
- observer des formations filiformes (ex : flagelles, fibres, bactéries, certains cristaux…).
- observer des objets punctiformes ou linéaires très fins, dont la taille serait limite pour la séparation du microscope à fond clair. Ces objets donneront une image de points ou traits très lumineux (exemple : Treponema pallidum, agent de la syphilis) et aux contours nets si l'objet est suffisamment épais, ou pour les bactéries les plus grandes (exemple : Borrelia, agent de la maladie de Lyme).

### Illumination oblique
L'utilisation d'une illumination oblique (par le côté) donne une image d'apparence tridimensionnelle et peut mettre en valeur des aspects invisibles autrement. C'est le principal avantage. Les limitations sont les mêmes que celles de la microscopie en champ clair.

### Microscopie en lumière polarisée
En microscopie en lumière polarisée, on place l'échantillon entre un polariseur et un analyseur afin de détecter les variations de polarisation de la lumière après la traversée de l'échantillon. Cette technique est très utile pour l'observation des milieux biréfringents, notamment en minéralogie.

### Microscopie en fluorescence
Quand certains composés sont illuminés par une source de lumière de haute énergie, ils émettent alors de la lumière à une énergie plus basse. C'est le phénomène de fluorescence.
La microscopie en fluorescence (ou en épifluorescence) est une technique utilisant un microscope optique équipé de l'émetteur laser d'un rayonnement photonique ayant une longueur d'onde précise. Ce rayonnement ira exciter une molécule cible dotée de propriétés fluorescentes. Elle permet de tirer profit du phénomène de fluorescence et de phosphorescence, au lieu de, ou en plus de l'observation classique par Réflexion (physique) ou absorption de la lumière visible naturelle ou artificielle,.
Cette méthode est aujourd'hui de première importance dans les sciences de la vie grâce, notamment, au marquage de structures cellulaires ou tissulaires par des molécules fluorescentes, telles que la rhodamine ou la fluorescéine. Elle peut être très sensible, autorisant même la détection de molécules isolées. Différentes structures ou composés chimiques peuvent aussi être détectés simultanément en utilisant des composés différents qui seront différenciés par leur couleur de fluorescence.
Le microscope de fluorescence par réflexion totale interne (TIRF, total internal reflection fluorescence microscopy), ou microscope à onde évanescente, est un type particulier de microscope optique à fluorescence permettant d'examiner une tranche très fine d'un échantillon (moins de 200 nm d'épaisseur), grâce à un mode d'illumination particulier : la réflexion totale interne.
Le microscope par fluorescence en temps de vie (FLIM, Fluorescence-lifetime imaging microscopy), est une dispositif d'imagerie qui utilise les différences de taux de décroissance exponentielle de l'émission photonique d'un fluorochrome pour créer des images. La FLIM se différencie de la microscopie à fluorescence simple (qui mesure l'intensité de la fluorescence), par l'élimination des erreurs de mesure dues à des variations de luminosité ou de photoblanchiment. La FLIM se différencie également de la TIRF (microscopie à fluorescence totale de zone de surface) qui utilise une excitation totale de zone de surface pour observer les interactions entre les cellules et leur environnement. La FLIM est capable de détecter les changements dans les voies de décroissance, ce qui la rend utile pour étudier les propriétés des matériaux et les interactions chimiques.

### Microscope à contraste de phase
Le contraste de phase est une technique largement utilisée qui permet de mettre en valeur les différences d'indices de réfraction comme différence de contraste. Elle a été développée par le physicien hollandais Frederik Zernike dans les années 1930 (il reçut pour cela le prix Nobel en 1953). Le noyau d'une cellule par exemple apparaîtra sombre dans le cytoplasme environnant. Le contraste est excellent, néanmoins cette technique ne peut être utilisée avec les objets épais. Bien souvent, un halo se forme autour des petits objets qui peut noyer des détails.
Le système consiste en un anneau circulaire dans le condenseur qui produit un cône de lumière. Ce cône est superposé à un anneau de taille similaire dans l'objectif. Chaque objectif a un anneau de taille différente, aussi il est nécessaire d'adapter le condenseur à chaque changement d'objectif. L'anneau dans l'objectif a des propriétés optiques spéciales : il réduit l'intensité de la lumière directe et, ce qui est plus important, il crée une différence de phase artificielle d'un quart de longueur d'onde qui crée des interférences avec la lumière diffusée, et qui crée le contraste de l'image.

### Microscope à contraste interférentiel
Le contraste interférentiel (CI, IC pour les anglophones) est une technique qui permet de visualiser des objets transparents par une augmentation de leur contraste. C'est actuellement le CI selon Nomarski, inventé dans les années 1950 qui est le plus répandu. Cette technique apporte un plus important par rapport au contraste de phase en supprimant le phénomène de halo propre à ce dernier. Elle s'est imposée en microscopie dans de nombreux domaines actuellement.

### Microscope confocal
Le microscope confocal génère une image d'une manière totalement différente de la microscopie normale en champ clair. La résolution est légèrement meilleure, mais le point le plus important est qu'il permet de former une image de coupes transversales sans être perturbé par la lumière hors du plan focal. Il donne donc une image très nette des objets en trois dimensions. Le microscope confocal est souvent utilisé en conjonction avec la microscopie à fluorescence.

### Microscope sans lentille
Le microscope sans lentille enregistre la figure de diffraction d'un laser par l'échantillon (principe de l'holographie), puis traite cette figure par ordinateur pour générer l'image.

## Préparation des échantillons
L'échantillon observé doit remplir certaines conditions :
- de planéité, pour que l'objectif en donne une image entière nette, faute de quoi on ne peut en observer qu'une portion restreinte
- en transmission, il doit être de faible épaisseur pour que la lumière le traverse et ne rende visible que quelques éléments (cellules) dans le cas de la biologie ;
- en réflexion, la surface doit être en général polie afin que les rayures ne masquent pas ce que l'on veut observer ;
- les parties à observer doivent pouvoir se différencier :
  - différenciation de couleurs par la coloration chimique de solutions standardisées, pour la biologie,
  - attaque chimiques par des acides pour révéler des défauts en métallurgie,
  - d'autres différenciations par l'éclairage en lumière polarisée, en ultra-violet (fluorescence), ou par principe interférentiel, révélant d'autres aspect, invisibles à l'œil nu.

En biologie, il est nécessaire, au préalable, de placer la coupe de tissu (ou le liquide contenant des organismes vivants) entre une lame et une lamelle (montage de la préparation microscopique entre lame et lamelle, avec ou sans coloration, avec ou sans dissection, montage in toto ou de coupes). L'objectif doit s'approcher de la lame pour la mise au point sans, par maladresse, détruire la préparation devenue très fragile.
Les techniques de microscopie à expansion permettent d'identifier de petites structures en les dilatant à l'aide d'un système polymère.
Du fait de la préparation, la microscopie optique nécessite une importante quantité d'appareils complémentaires pour la seule destination de l'observation microscopique.
Prenons le cas de la biopsie en médecine et biologie (anatomopathologie) : le diagnostic par microscopie, de pièces biologiques prélévées par biopsie pendant une opération, impose des délais courts. Pour préparer la lame, on utilise un appareil appelé cryotome, une sorte de « trancheuse à jambon », placée dans un cryostat (congélateur), qui permet de découper des tranches très fines du corps qui sera à observer en le refroidissant rapidement, puis en le découpant à l'aide de la lame d'un rasoir spécial, affûté sur une autre machine à plaque de verre à l'aide de pâtes diamantées. Si l'on veut travailler à température ambiante, les délais sont plus longs et imposent des déshydratations et remplacement des eaux supprimées par de la paraffine (24 heures) pour que l'échantillon garde sa rigidité ; ensuite, il est coloré par plusieurs substances d'actions alternées de durée très longues, elles aussi.